# Vino Versum Poysdorf
Vino Versum Poysdorf je městské vinařské muzeum v rakouském Poysdorfu, který se nachází v okrese Mistelbach v rakouské spolkové zemi Dolní Rakousy

## Historie
Už roku 1910 se objevily první etnografické sbírky o dějinách Poysdorfu. Projekt, který měl ztvárnit minulost, přítomnost a budoucnost vinného města Poysdorf, byl dokončen v roce 1978. Roku 2004 se muzeum přeměnilo na zážitky ze světa vín a přejmenovalo se na Weinstadtmuseum. Roku 2012 byl celý areál renovován a zvětšen a roku 2013 se zde konala národní výstava „Brot und Wein“ (Chléb a víno).

## Výstava
Mimořádný vztah spojuje Poysdorf s vinným hroznem. Už téměř půl tisíciletí zdobí poysdorfský erb jeden obrovský hrozen, nesen biblickými zvěstovateli.
Prohlídka začíná v nově zřízené „Hroznové hale“ u poysdorfského erbu se zdvojenou orlicí. Dále návštěvník pokračuje kolem vinařských zvěstovatelů a pak sklepním podchodem k muzeu v barokní občanské nemocnici, kde může při interaktivní cestě napříč tisíciletím objevit celou historii vinařského města.
Prezentace „Poysdorfer Saurüsselu” (poysdorfský prasečí rypáček, zde známka vína) až po „Weinviertel DAC“ (víno s označením kontrolovaného rakouského původu – zde Veltlínské zelené), jakož i každoročně se konajícího „Winzerfestu“ (vinařské slavnosti) demonstrují, jak i v dnešní době žije město vínem. Součástí muzea je i volné prostranství s malým vinohradem.

## Galerie

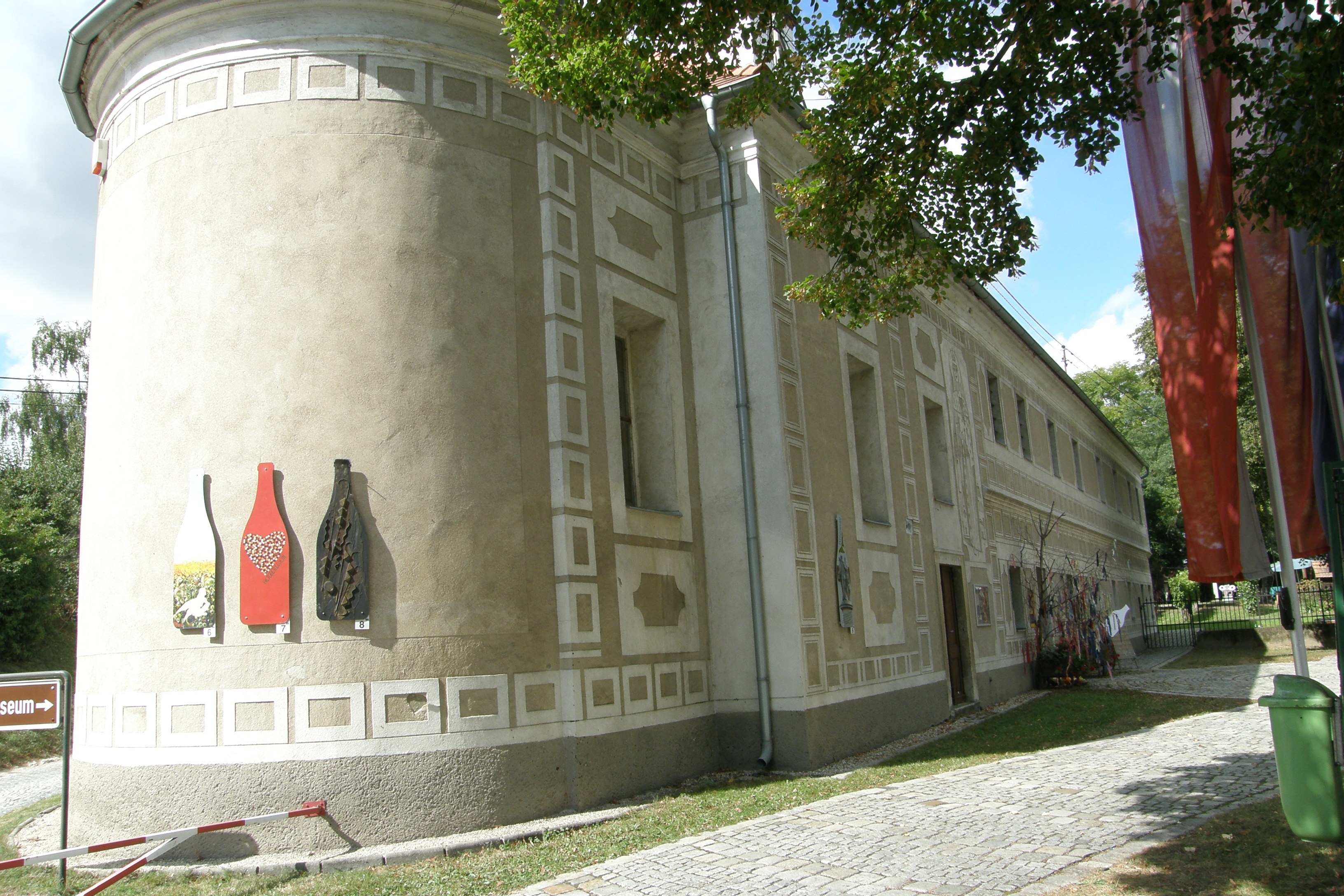
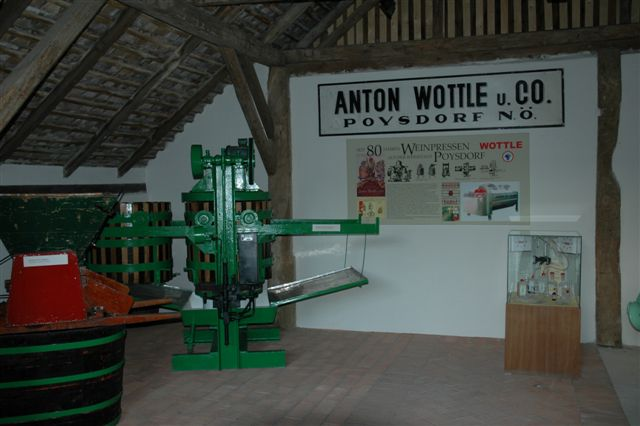
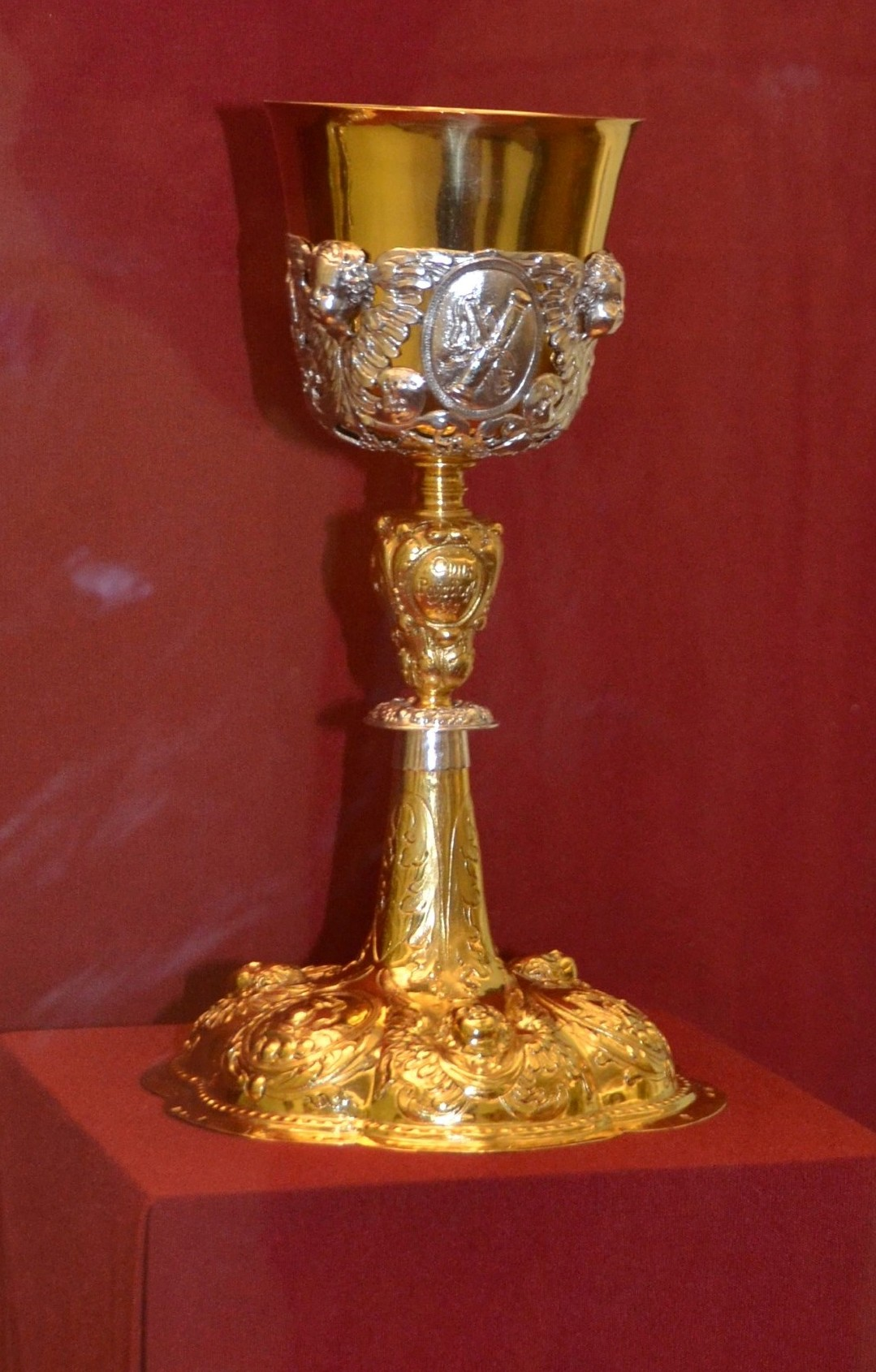
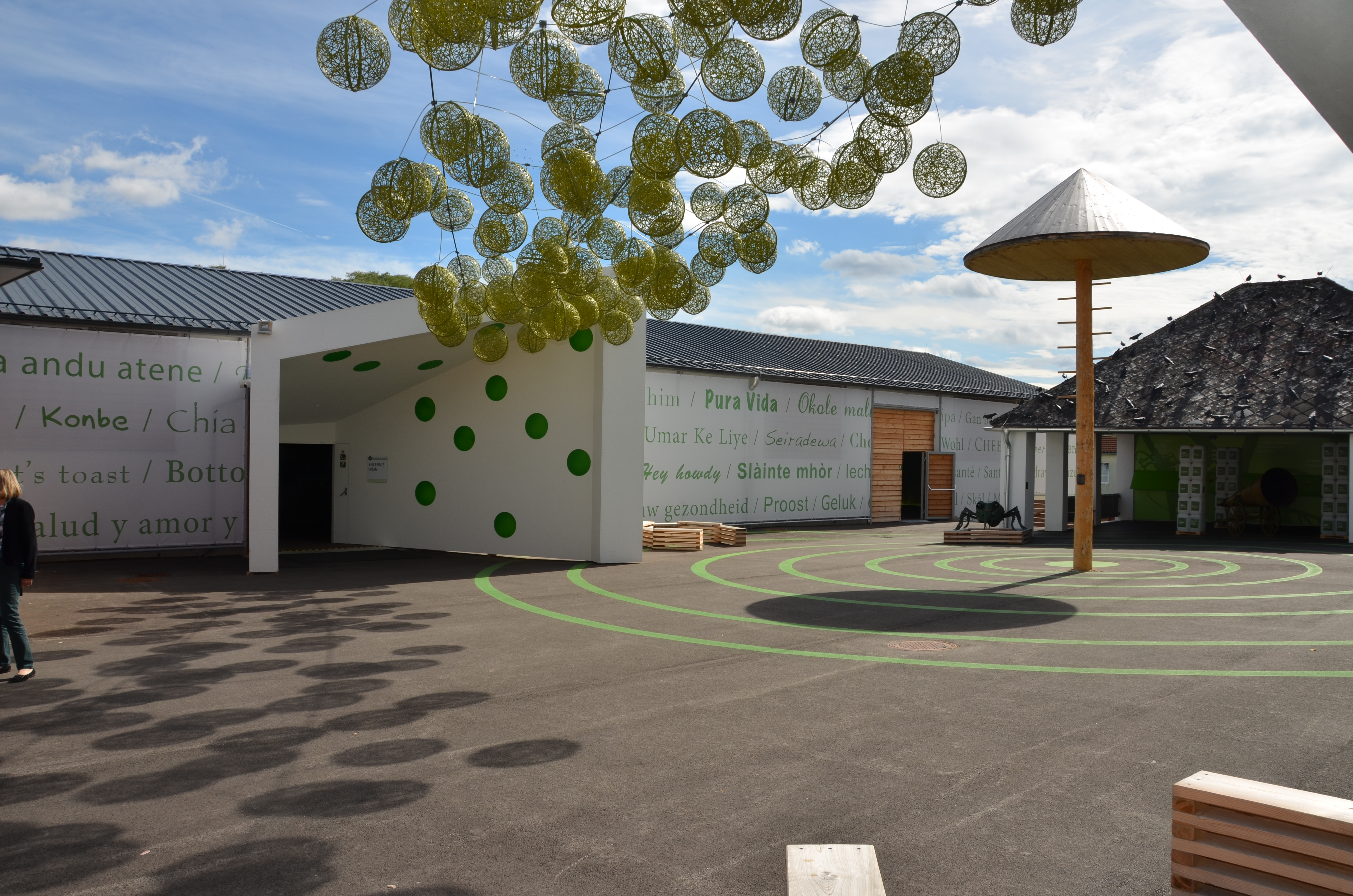